# 齊藤保典
齊藤 保典（さいとう やすのり）は、日本の工学者、信州大学名誉教授。工学博士。
専門は計測工学、応用光学。
測量や植物の生態観察に使われるLIDAR（ライダー）に関する研究の第一人者として知られる。

## 来歴
1980年、東北大学大学院工学研究科電子工学専攻修了。同年から信州大学助手。
1990年4月、「NO[2]濃度計測用差分吸収方式レーザレーダに関する研究」で博士（工学）取得。
1992年、助教授。2004年、教授。
2021年7月、名誉教授。